# Liste der Sony-Ericsson-Mobiltelefone
Die Liste der Sony-Ericsson-Mobiltelefone bietet eine Übersicht über verschiedene Mobiltelefone der Marke Sony Ericsson.

## Sony-Ericsson-Mobiltelefone

### International

#### Riegel-Format (Candy-Bar)

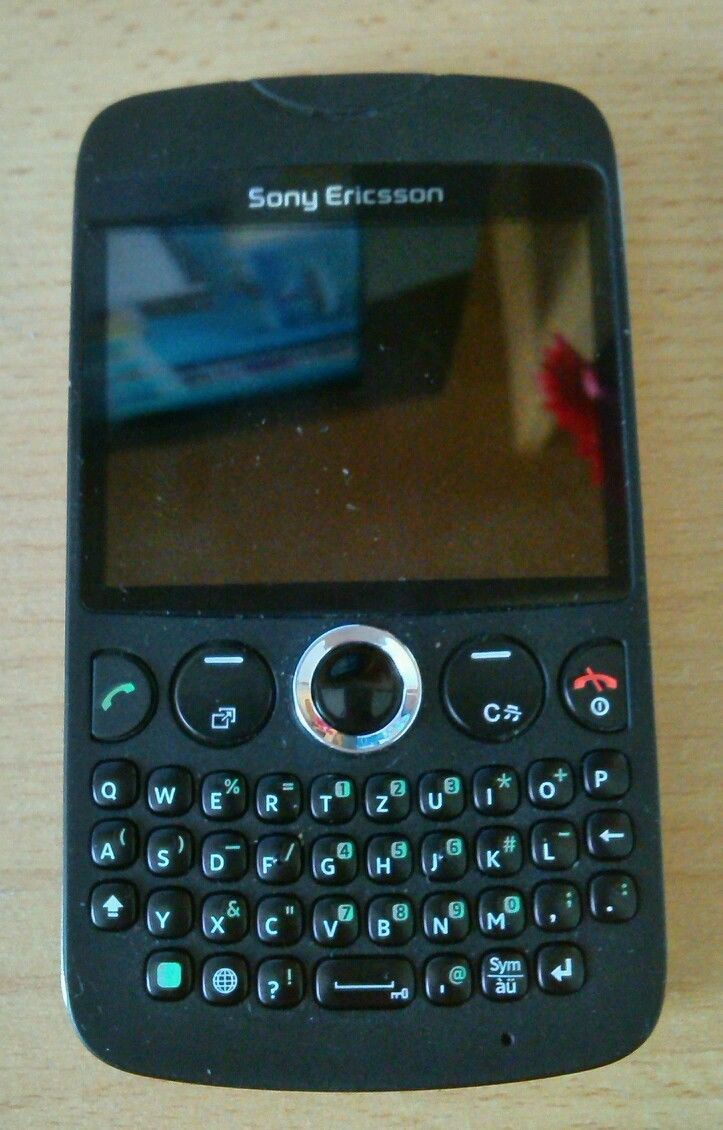
Sony Ericsson CK13i

- Sony Ericsson C510
- Sony Ericsson C702
- Sony Ericsson C900
- Sony Ericsson C901 (5-Megapixel-Kamera mit Xenon-Blitz und Autofokus, umweltfreundliches Headset, CO2-Rechner, GreenHeart-Produktreihe)
- Sony Ericsson C902
- Sony Ericsson C903
- Sony Ericsson C905
- Sony Ericsson CK13i (ähnlich Blackberry Q10)
- Sony Ericsson D750i (baugleich mit W800i, jedoch mit T-Mobile-Branding)
- Sony Ericsson G502
- Sony Ericsson J100i
- Sony Ericsson J108i (GreenHeart)
- Sony Ericsson J110i
- Sony Ericsson J120i
- Sony Ericsson J230i
- Sony Ericsson J220i
- Sony Ericsson J210i
- Sony Ericsson J300i
- Sony Ericsson K200i
- Sony Ericsson K220i
- Sony Ericsson K205
- Sony Ericsson K300i
- Sony Ericsson K310i
- Sony Ericsson K320i
- Sony Ericsson K330
- Sony Ericsson K510i
- Sony Ericsson K500i
- Sony Ericsson K508i
- Sony Ericsson K530i
- Sony Ericsson K550i
- Sony Ericsson K600i
- Sony Ericsson K608i (ähnlich wie K600, jedoch geändertes Gehäuse und T-Mobile Branding)
- Sony Ericsson K610i
- Sony Ericsson K610im (baugleich K610, jedoch spezieller Version für iMode unter NTT-Docomo und e-Plus)
- Sony Ericsson K618i
- Sony Ericsson K630
- Sony Ericsson K660i
- Sony Ericsson K700i
- Sony Ericsson K750i (baugleich D750i und W800i) (Unterschied nur in Gehäuse, Firmware und unterschiedlich großem Memory-Stick, Rest identisch)
- Sony Ericsson K770i – technisch ähnlich wie K800i und K810i. Abweichungen von K770i: kein echter Fotoblitz (Gasentladungslampe), sondern ständig leuchtende LED (funktioniert in Dunkelheit max. 2 m). Gesonderte Tasten ausschließlich für Kamera (leichtere/schnellere Kam.-Bedienung) fehlen, kleinerer Akku, flacheres Gehäuse, andere Firmware, Flash-Memory
- Sony Ericsson K790i (Baugleich K800i jedoch ohne Frontkamera)
- Sony Ericsson K800i (erstes Cyber-shot-Handy)
- Sony Ericsson K810i (basiert auf dem K800i)
- Sony Ericsson K850i (Nachfolger des K810i)
- Sony Ericsson S302
- Sony Ericsson SEM100 (Namensänderung des T100 nach Rechtsstreit mit Samsung)
- Sony Ericsson T100
- Sony Ericsson T105 (verbesserte Versin des T100)
- Sony Ericsson T200
- Sony Ericsson T226 ( baugleich mit T230 jedoch nur amerikanischer Markt)
- Sony Ericsson T230
- Sony Ericsson T250i
- Sony Ericsson T270i (baugleich wie T280 jedoch ohne Kamera)
- Sony Ericsson T280i
- Sony Ericsson T290i
- Sony Ericsson T300 (eine VGA-Kamera MCA-25 war optional und musste aufgesteckt werden)
- Sony Ericsson T310 (Nachfolger vom T300; technisch fast identisch, aber in neuem Gehäuse)
- Sony Ericsson T610
- Sony Ericsson T616 (baugleich T610 jedoch amerikanischer Markt)
- Sony Ericsson T630 (bis auf Gehäuse baugleich mit dem T610, besseres Display (TFT statt DSTN))
- Sony Ericsson T637 (Baugleich T630 jedoch nur amerikanischer Markt)
- Sony Ericsson T650i
- Sony Ericsson T68i (erstes Mobiltelefon unter dem Sony Ericsson-Label)
- Sony Ericsson T700
- Sony Ericsson V600i (baugleich mit K600i, jedoch mit Vodafone-Branding)
- Sony Ericsson V630i (baugleich mit K618i, jedoch mit Vodafone-Branding)
- Sony Ericsson V640i[1] ( Baugleich dem K630 jedoch mit Vodafone Hardware und Software Branding)
- Sony Ericsson W200i
- Sony Ericsson W205 (Slider)
- Sony Ericsson W302
- Sony Ericsson W380i (Aufklapp)
- Sony Ericsson W395 (Slider)
- Sony Ericsson W610i
- Sony Ericsson W660i
- Sony Ericsson W700i
- Sony Ericsson W800i (erstes Walkman-Handy) (baugleich D750i)
- Sony Ericsson W810i
- Sony Ericsson W880i
- Sony Ericsson W890i
- Sony Ericsson W900i (Aufdreh)
- Sony Ericsson W902
- Sony Ericsson W950i
- Sony Ericsson W960i
- Sony Ericsson Naite (J105i) (2-Megapixel-Kamera, energiesparendes Ladegerät, Ecomate-Applikation, GreenHeart-Produktreihe)
- Sony Ericsson Elm (J10i2) (GreenHeart-Produktreihe, 5MP-Kamera)
- Sony Ericsson Cedar (J108i) (GreenHeart-Produktreihe, 2MP-Kamera)

#### Smartphone

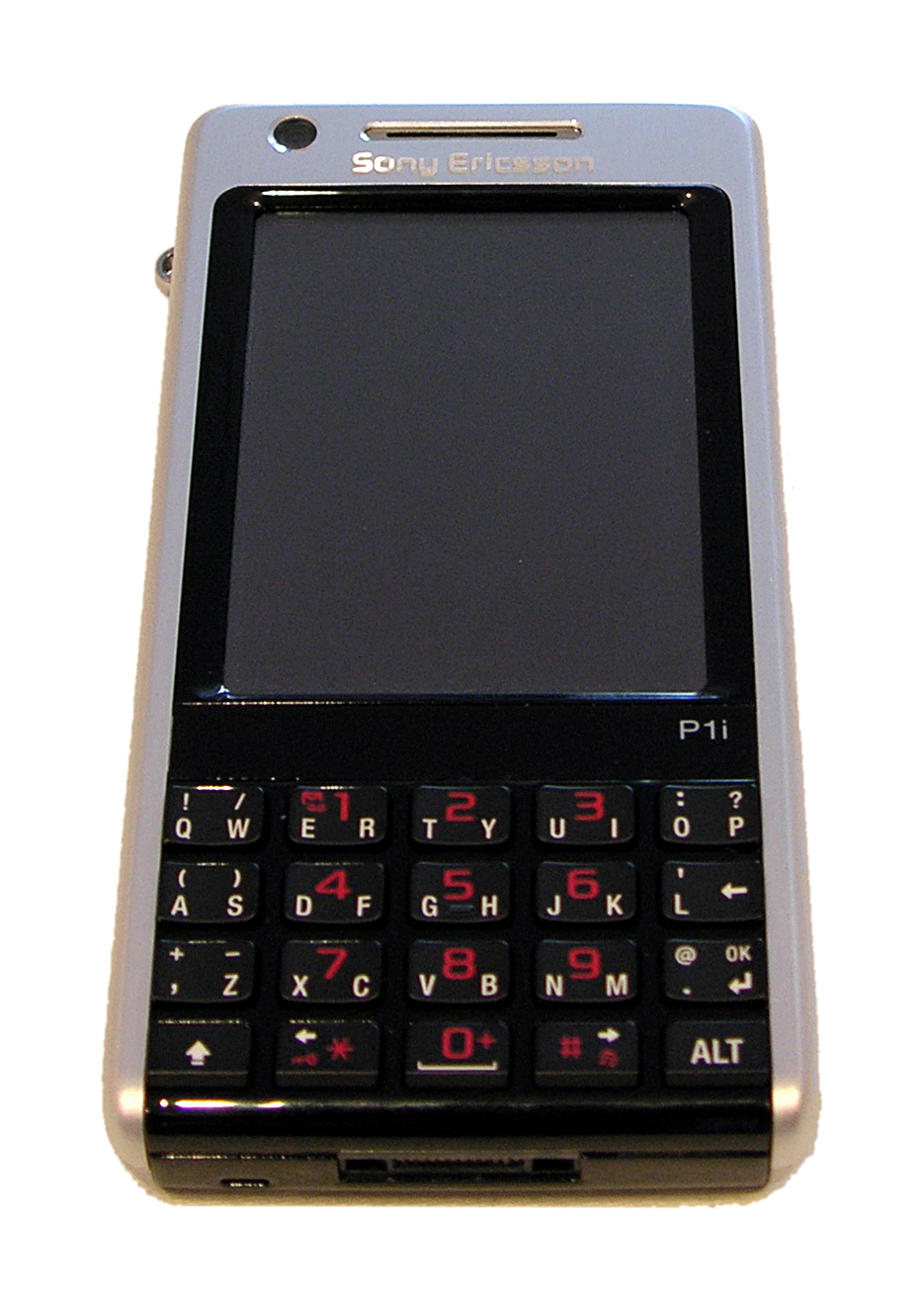
Sony Ericsson P1
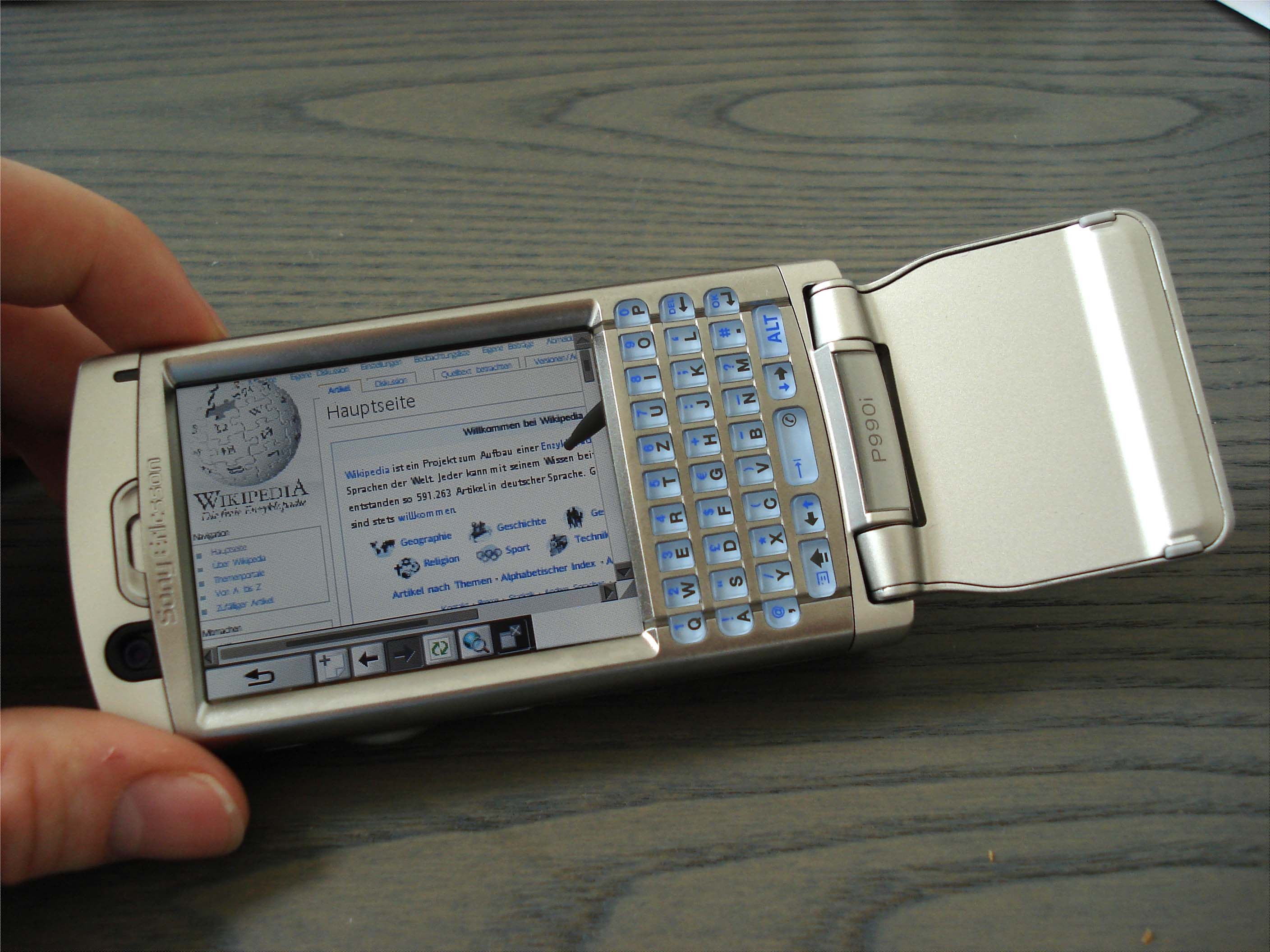
Sony Ericsson P990i
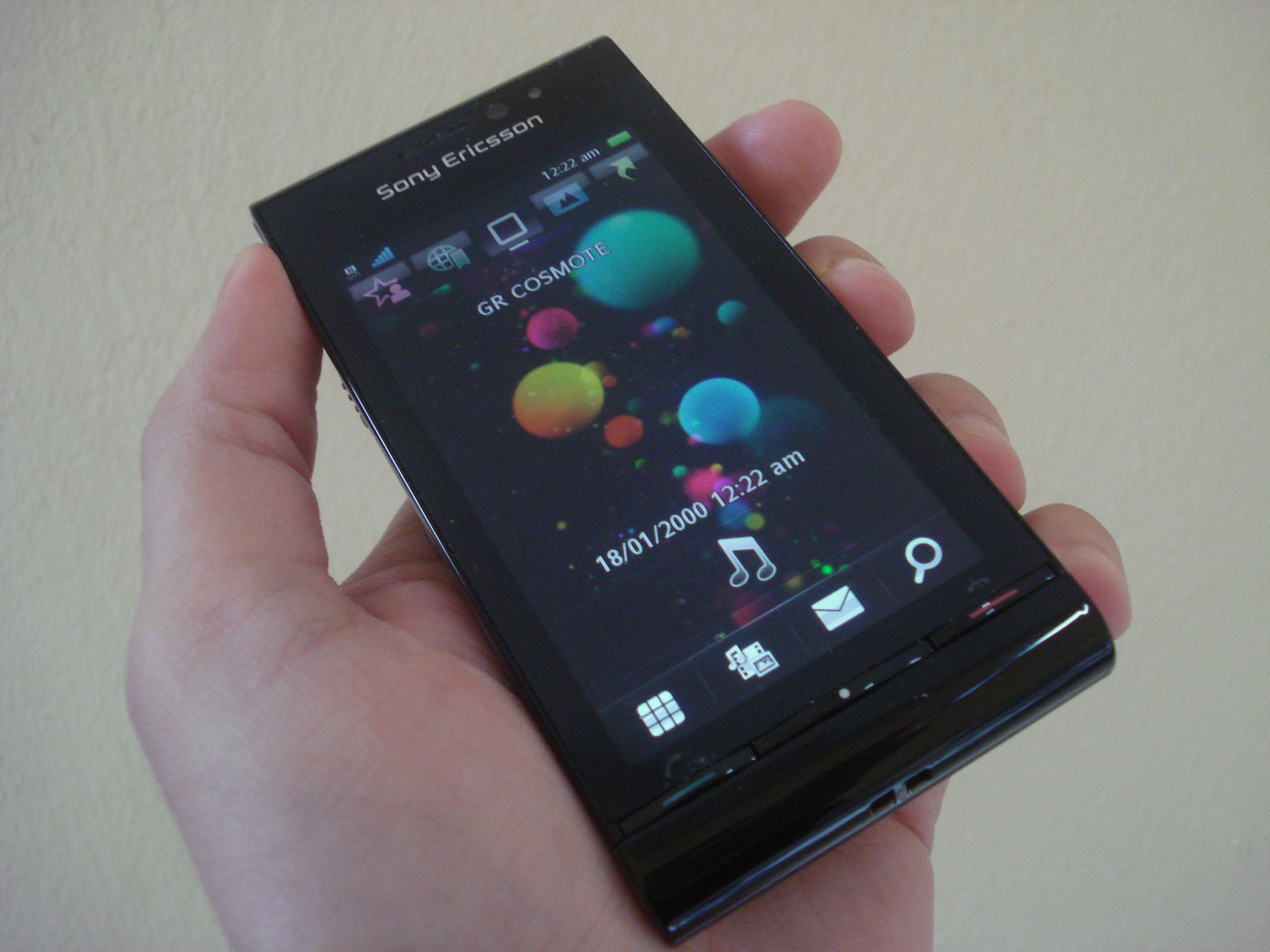
Sony Ericsson Satio

- Sony Ericsson G700
- Sony Ericsson G700 Business (baugleich wie G700 jedoch ohne Kameras)
- Sony Ericsson G705
- Sony Ericsson G900
- Sony Ericsson P1i
- Sony Ericsson P800
- Sony Ericsson P900
- Sony Ericsson P910
- Sony Ericsson P990
- Sony Ericsson Aspen (M1i) (GreenHeart-Produktreihe, 3.2MP-Kamera)
- Sony Ericsson M600
- Sony Ericsson W950 (Walkman-Smartphone mit 4 GB Speicher, erstes Walkman-Handy mit Touchscreen)
- Sony Ericsson W960 (Walkman-Smartphone mit 8 GB Speicher, technisch dem P1i ähnlich)
- Sony Ericsson txt
- Sony Ericsson Mix Walkman (WT13i)
- Sony Ericsson txt pro
- Sony Ericsson Satio (12,1-Megapixel-Kamera mit Autofokus und Xenon-Blitz, Touchscreen und Symbian-Betriebssystem)
- Sony Ericsson Aino (8,1-Megapixel-Kamera und Autofokus, Betriebssystem Eigenentwicklung, kann auf Medieninhalte der PlayStation 3 zugreifen, Touchscreen)
- Sony Ericsson Yendo (W150i) SAR-Wert: 0,47 Sar
- Sony Ericsson Vivaz (8,1-Megapixel-Kamera mit Autofokus und HD-Videoaufnahme, Symbian-Betriebssystem)
- Sony Ericsson Vivaz Pro (wie Vivaz, nur mit qwertz-Tastatur)

##### Sony Ericsson Xperia / Sony Xperia

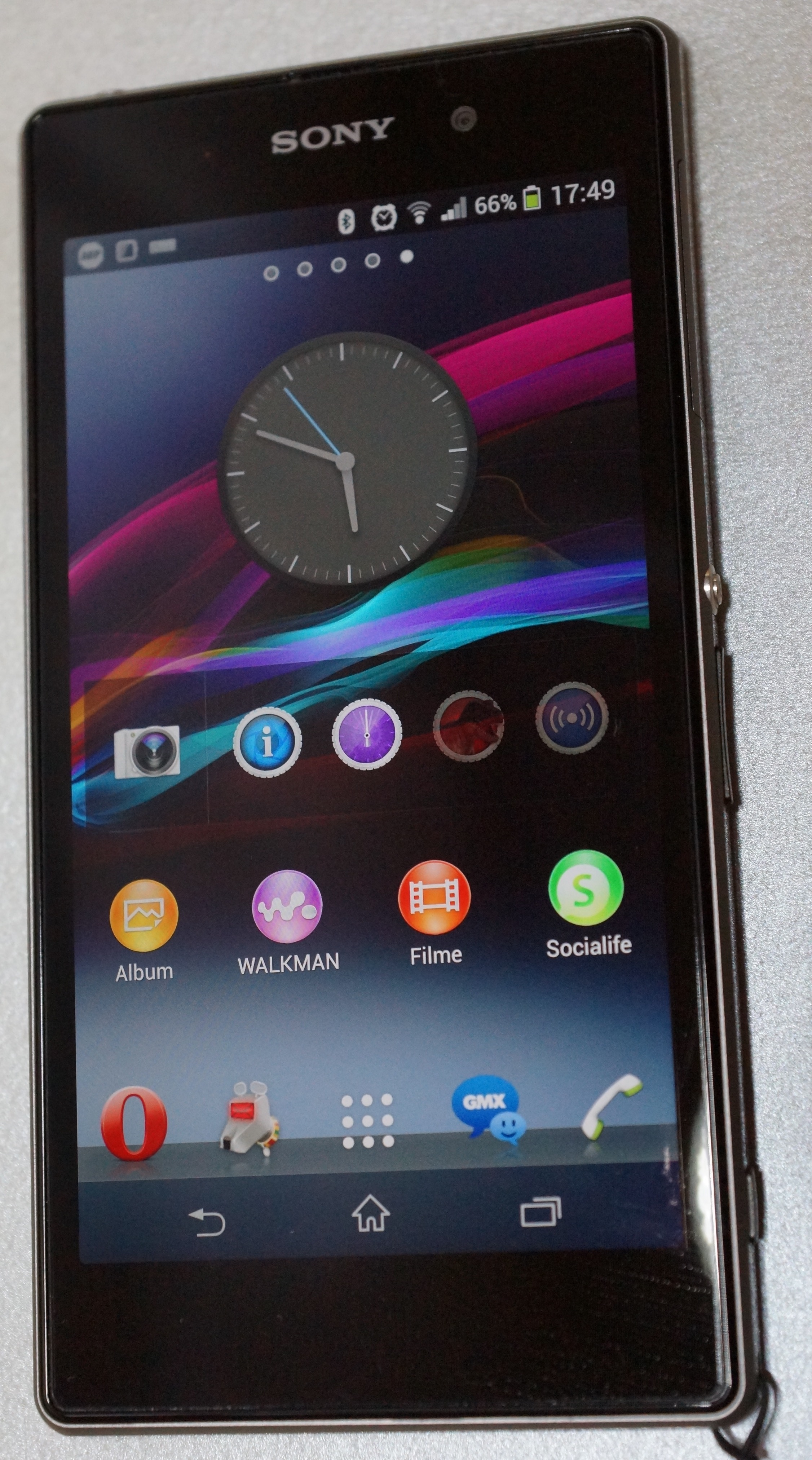
Sony Xperia Z1

#### Drehöffnung (Jack-Knife)
- Sony Ericsson S700i
- Sony Ericsson S710a (Us Modell baugleich S700i)
- Sony Ericsson W900i
- Sony Ericsson W550i (Walkman-Handy mit Drehöffnung)
- Sony Ericsson W600i (baugleich W550i jedoch mit EDGE und zusätzlich Band 850)
- Sony Ericsson S600i (Baugleich W550 jedoch ohne Walkman) US Modell

#### Klappenmodell
- Sony Ericsson T707
- Sony Ericsson TM506 (baugleich Z780 jedoch mit kleinerem Bildschirm und nur für T-Mobile US produziert)
- Sony Ericsson V800 (baugleich Z800 jedoch für Vodafone mit Software und Hardwarebranding)
- Sony Ericsson W300i
- Sony Ericsson W350i
- Sony Ericsson W380i
- Sony Ericsson W710i
- Sony Ericsson W980
- Sony Ericsson Z200i
- Sony Ericsson Z250i[2]
- Sony Ericsson Z300i
- Sony Ericsson Z310i
- Sony Ericsson Z320i[3]
- Sony Ericsson Z520i
- Sony Ericsson Z525i
- Sony Ericsson Z530i
- Sony Ericsson Z550 ( in 3 Versionen je nach Kontinent i = Europa etc, c = Festland-China, a= amerikanischer Raum)
- Sony Ericsson Z555i
- Sony Ericsson Z558i (wie Z550 aber mit resistivem Touch und Schrifterkennung . es gibt auch eine Version ohne !)
- Sony Ericsson Z600
- Sony Ericsson Z610i
- Sony Ericsson Z710i
- Sony Ericsson Z750i
- Sony Ericsson Z800i
- Sony Ericsson Z1010i

#### Schiebeöffnung (Slider)
- Sony Ericsson X1 (Windows Mobile Betriebssystem)
- Sony Ericsson X2 (Nachfolger X1 mit Windows Mobile und 8,1 Megapixel)
- Sony Ericsson W100i (Spiro)
- Sony Ericsson W205
- Sony Ericsson T303
- Sony Ericsson T715
- Sony Ericsson F305 (Handy mit speziellen Spieletasten)
- Sony Ericsson W395
- Sony Ericsson S500i
- Sony Ericsson W580i
- Sony Ericsson W595
- Sony Ericsson W595s (baugleich W595 jedoch anderes Tastenlayout und Design z. B. Frog edit. Polen)
- Sony Ericsson G705
- Sony Ericsson W705
- Sony Ericsson W715 (Vodafone-Variante des W705 mit GPS-Empfänger)
- Sony Ericsson W850i (erstes Slider-Modell von Sony Ericsson in Europa, Einführung des Walkman 2)
- Sony Ericsson W830 (baugleich W850 jedoch ohne Frontkamera)
- Sony Ericsson W760i (erstes Walkman-Handy mit GPS-Empfänger[4])
- Sony Ericsson C903
- Sony Ericsson W910i
- Sony Ericsson C905 (erstes Handy mit 8,1-Megapixel-Kamera)
- Sony Ericsson Yari (5-Megapixel-Kamera mit Autofokus, Gesture Gaming, Gaming Buttons)
- Sony Ericsson W995 (erstes Walkman-Handy mit 8,1-Megapixel-Kamera)
- Sony Ericsson W20i (Zylo)
- Sony Ericsson Hazel (J20i) (Greenheart-Produktreihe, 5MP-Kamera, IP-54)

### Japan

#### au
- Xperia acro HD IS12S (2012)
- Urbano Affare (2011)
- Xperia acro IS11S (2011)
- S007 (2011)
- S006 (2010)
- S005 (2010)
- Urbano Mond (2010)
- S004 (2010)
- S003 (2010)
- Urbano Barone (2009)
- U1 (2009)
- S002 (2009)
- S001 (2009)
- Premier³ (2009)
- Xmini (2008; Walkman-Handy, 4 GB interner Speicher, Maße: 75 × 44 × 18 mm)
- W54S (2008)
- re (2008)
- W42S (2008)
- W61S (2008)
- W54S (2008)
- W53S (2007)
- W52S (2007)
- W51S (2007)
- W44S (2006)
- W43S (2006)
- W42S (2006)
- W41S (2006)
- W32S (2005)
- A1404SII (2005)
- W31S (2005)
- A1404S (2005)
- A1402 SII (2004)
- W21S (2004)
- A1402S (2004)
- A5404S (2003)
- A5402S (2003)
- A1301S (2002)
- A1101S (2002)
- A3014S (2002)
- C1002S (2001)

#### NTT DoCoMo
- Xperia HD Acro SO-03D (2012)
- Xperia NX SO-02D (2012)
- Xperia PLAY SO-01D
- Xperia ray SO.03C (2011)
- Xperia acro SO-02C (2011)
- Xperia arc SO-01C (2011)
- Xperia SO-01B (2010)
- SO706i (2008B)
- SO906i (2008)
- SO705i (2008)
- SO905iCS (2008)
- SO905i (2007)
- SO704i (2007)
- SO903iTV (2007)
- SO703i (2007)
- SO903i (2006)
- SO902iWP+ (2006)
- SO702i (2006)
- SO902i (2006)
- Radiden (2005)
- Premini-IIS (2005)
- Premini-II (2005)
- Premini-S (2004)
- SO506iC (2004)
- Premini (2004)
- SO505is (2003)
- SO505i (2003)
- SO212i (2002)
- SO504i (2002)
- SO2011i (2002)

## Zubehör und Netzbetreiber-Hardware
Das Endkundenangebot runden diverse Bluetooth-Headsets und anderes Mobilfunkzubehör ab. Beispielsweise wurde eine Bluetooth-Armbanduhr zusammen mit Fossil im September 2006 vorgestellt.